# Aureola

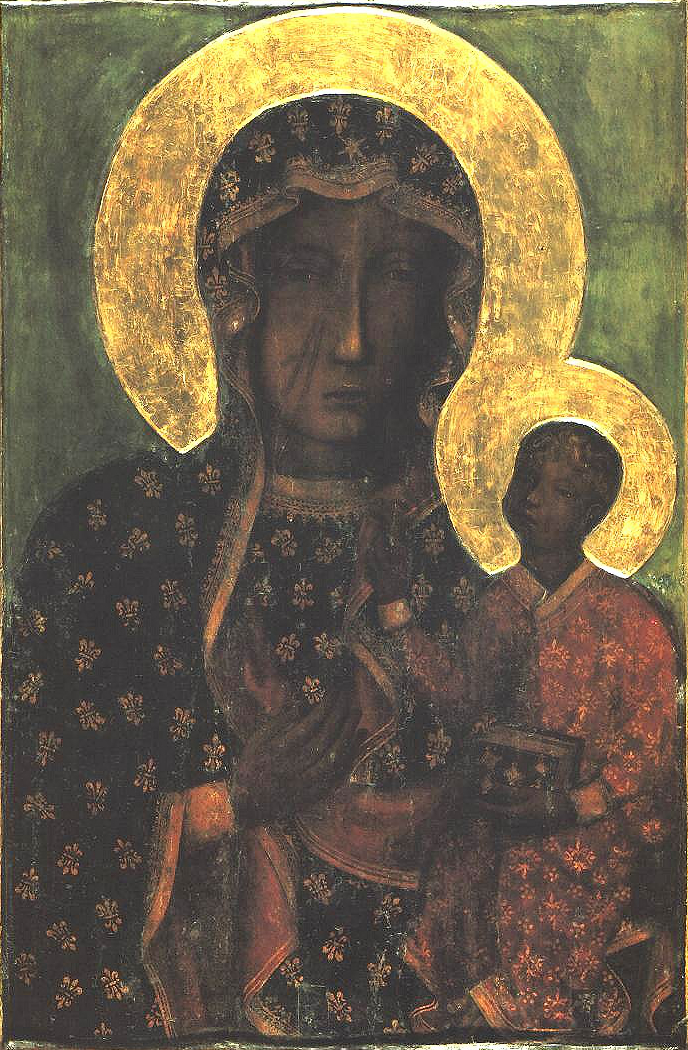
Postaci Jezusa i Maryi z nimbami na obrazie Matki Boskiej Częstochowskiej

Aureola − gloria, świetlisty owal, krąg, otok wokół postaci bóstw i świętych.
Jeśli blask otacza całą postać, nazywa się go aureolą lub mandorlą (w kształcie migdała lub owalu). Mandorla służy niekiedy wyrażeniu szczególnie dobitnej manifestacji potęgi Bożej, jak w scenie Przemienienia, Wniebowstąpienia czy Sądu Ostatecznego. Natomiast świetlisty otok wokół głowy postaci o szczególnym znaczeniu duchowym nazywany jest nimbem.